# Санта-Маргарида-ду-Сул
Санта-Маргарида-ду-Сул (порт. Santa Margarida do Sul) — муниципалитет в Бразилии, входит в штат Риу-Гранди-ду-Сул. Составная часть мезорегиона Юго-запад штата Риу-Гранди-ду-Сул. Входит в экономико-статистический микрорегион Кампанья-Сентрал. Население составляет 2263 человека на 2006 год. Занимает площадь 956,148 км². Плотность населения — 2,4 чел./км².

## История
Город основан в 1800 году.

## Статистика
- Валовой внутренний продукт на 2003 составляет 66.191.485,00 реалов (данные: Бразильский институт географии и статистики).
- Валовой внутренний продукт на душу населения на 2003 составляет 29.789,15 реалов (данные: Бразильский институт географии и статистики).